# NUK (Marke)
NUK ist eine Marke der MAPA GmbH mit Sitz in Zeven, Deutschland, die zum US-amerikanischen Unternehmen Newell Brands gehört. 1956 führte die Hanseatische Gummiwarenfabrik GmbH (seit 1969 MAPA GmbH) den NUK-Sauger ein. Seitdem existiert die Marke NUK. Die Buchstaben standen ursprünglich für „Natürlich Und Kiefergerecht“.

## Geschichte
1956 entwickelten die Zahnmediziner Wilhelm Balters und Adolf Müller einen asymmetrisch geformten Sauger für die Ernährung und die Beruhigung von Babys. Die Mediziner beobachteten, dass Babys, die gestillt werden, später seltener von Zahnfehlstellungen und Kieferverformungen betroffen sind als nicht gestillte Kinder. Da sich die Brustwarze der Mutter beim Saugen des Babys verformt und sich der Anatomie des kindlichen Gaumens anpasst, entwickelten die beiden Mediziner die asymmetrische Form des NUK Saugers. Zum Zeitpunkt der Markteinführung 1956 bestand das Sortiment aus einem Trinksauger für Flaschen, einem Beruhigungssauger und einem Kieferformer, der als therapeutisches Gerät zur Korrektur von Zahnfehlstellungen und Kieferverformungen eingesetzt wird.
Ab 1975 wird die Exportabteilung aufgebaut und in der Folgezeit werden NUK-Produkte vom Standort Zeven aus in 48 Länder exportiert. In den 1990er Jahren startet NUK mit der Verwendung von Media-Lizenzen, zum Beispiel des Illustrators und Schriftstellers Janosch. Seit Beginn des 21. Jahrhunderts gibt es NUK weltweit in insgesamt 90 Ländern.

## Produkte und Kategorien

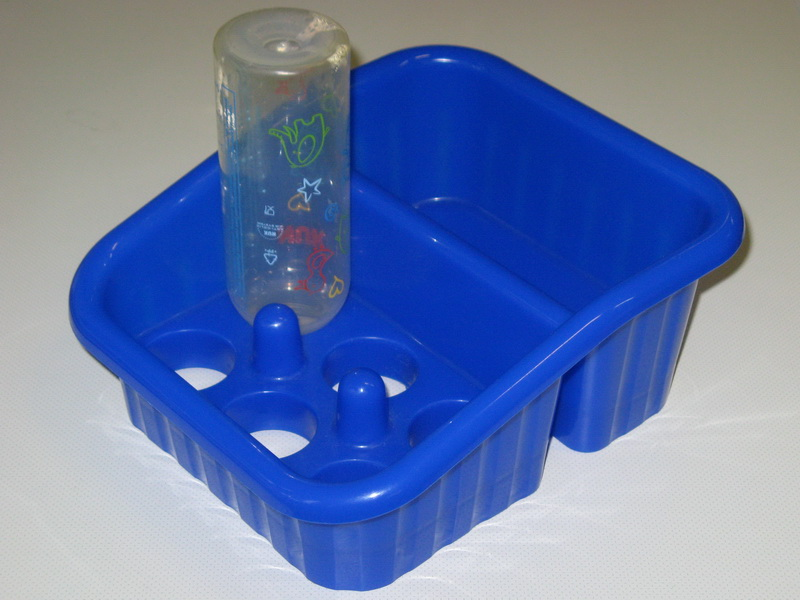
NUK Fläschchen in einem NUK Trockenständer zum Abtropfen nach der Reinigung

NUK Trink- und Beruhigungssauger gibt es aus Silikon und Latex sowie in verschiedenen Größen: Größe 1 für Babys zwischen 0 und 6 Monaten, Größe 2 für Babys ab 6 Monaten und Größe 3 für Kinder ab 18 Monaten. Latexsauger bestehen aus Latex und Silikonsauger aus Silikon.
Neben Saugern und Flaschen gibt es weitere Produkte. Das Sortiment gliedert sich in die Kategorien:
- „Stillglück“: Brusthütchen, Stilleinlagen, Milchpumpe, Stillhilfen
- „Mahlzeit“: Fläschchen, Trinksauger, Trink- und Esslernprogramm
- „Starthilfe“: Beruhigungssauger, Zahnpflege
- „Wonnewelt“: Janosch Edition, Baby Rose & Blue Edition, Spielzeug
- „Zuhause“: Bad und Hygiene, Kinderzimmer, Küche

Im Rahmen des Sortiments gibt es verschiedene Programme mit jeweils aufeinander abgestimmten Produkten: Das NUK 4-Phasen-Oral-System für die Zahnpflege, das Easy-Learning-Programm zur Unterstützung des Essenlernens, First Choice als einheitliches Flaschenkonzept und das Stillprogramm.

## NUK Medic Pro
NUK verfügt über einen Klinikberatungsdienst, „NUK Medic Pro“, sowie über ein Klinik-Sortiment, das in Zusammenarbeit mit Medizinern entwickelt wurde. Dazu gehören Spezial-Produkte wie Lippenspaltsauger und Frühchen-Sauger.